# YouTube Music
YouTube Music is een dienst van YouTube waarbij men streaming muziek kan beluisteren, bladeren door muzieknummers en muziekvideo's kan bekijken. De betaalde versie YouTube Music Premium is zonder reclame. Niet zoveel duurder is YouTube Premium, waarbij YouTube Music Premium is inbegrepen.

## Beschrijving
YouTube Music werd getoond in oktober 2015 en ging op 12 november van dat jaar van start. De aankondiging was onderdeel van YouTube Premium, een abonnementsdienst waarbij tegen betaling de website reclamevrij wordt en waar Music ook onderdeel van uitmaakt. YouTube Music bevat nummers van mainstream artiesten, maar ook video's op YouTube zelf in de categorie muziek.
In mei 2018 kondigde YouTube een nieuwe versie aan van haar muziekdienst, waaronder een desktopspeler, een vernieuwde mobiele app en betere aanbevelingen op basis van beluisterde muziek. YouTube Music werd een aparte abonnementsdienst die moest gaan concurreren met Apple Music en Spotify.
Music werkte aanvankelijk nog naast Google Play Music, maar Google stopte laatstgenoemde dienst in oktober 2020. YouTube Music is wereldwijd beschikbaar in 95 landen.